# Antonio Machado (metrostation)
Antonio Machado is een metrostation in het stadsdeel Fuencarral-El Pardo van de Spaanse hoofdstad Madrid. Het station werd geopend op 29 maart 1999 en wordt bediend door lijn 7 van de metro van Madrid.